# Łukasz Madej
Łukasz Madej (Łódź, 14 aprile 1982) è un ex calciatore polacco, di ruolo centrocampista.

## Statistiche

### Cronologia presenze e reti in nazionale
| Cronologia completa delle presenze e delle reti in nazionale ― Polonia | Cronologia completa delle presenze e delle reti in nazionale ― Polonia | Cronologia completa delle presenze e delle reti in nazionale ― Polonia | Cronologia completa delle presenze e delle reti in nazionale ― Polonia | Cronologia completa delle presenze e delle reti in nazionale ― Polonia | Cronologia completa delle presenze e delle reti in nazionale ― Polonia | Cronologia completa delle presenze e delle reti in nazionale ― Polonia | Cronologia completa delle presenze e delle reti in nazionale ― Polonia |
| Data                                                                   | Città                                                                  | In casa                                                                | Risultato                                                              | Ospiti                                                                 | Competizione                                                           | Reti                                                                   | Note                                                                   |
| ---------------------------------------------------------------------- | ---------------------------------------------------------------------- | ---------------------------------------------------------------------- | ---------------------------------------------------------------------- | ---------------------------------------------------------------------- | ---------------------------------------------------------------------- | ---------------------------------------------------------------------- | ---------------------------------------------------------------------- |
| 11-2-2003                                                              | Spalato                                                                | Macedonia                                                              | 0 – 3                                                                  | Polonia                                                                | Trofej Marjana Tournament 2003                                         | -                                                                      | 79’                                                                    |
| 11-12-2003                                                             | Ta' Qali                                                               | Malta                                                                  | 0 – 4                                                                  | Polonia                                                                | Amichevole                                                             | -                                                                      | 46’                                                                    |
| 14-12-2003                                                             | Ta' Qali                                                               | Lituania                                                               | 1 – 3                                                                  | Polonia                                                                | Amichevole                                                             | -                                                                      | 76’                                                                    |
| 18-1-2014                                                              | Abu Dhabi                                                              | Norvegia                                                               | 0 – 3                                                                  | Polonia                                                                | Amichevole                                                             | -                                                                      | 73’                                                                    |
| 20-1-2014                                                              | Abu Dhabi                                                              | Moldavia                                                               | 0 – 1                                                                  | Polonia                                                                | Amichevole                                                             | -                                                                      | 89’                                                                    |
| Totale                                                                 |                                                                        | Presenze                                                               | 5                                                                      |                                                                        | Reti                                                                   | 0                                                                      |                                                                        |

## Palmarès

### Club

#### Competizioni nazionali
- Coppa di Polonia: 1

Lech Poznań: 2009
- Supercoppa di Polonia: 1

Lech Poznań: 2009
- Campionato polacco: 1

Śląsk Breslavia: 2011-2012